# Grand Prix d'Isbergues 2017
Il Grand Prix d'Isbergues 2017, settantunesima edizione della corsa e valevole come evento dell'UCI Europe Tour 2017 categoria 1.1, si svolse il 17 settembre 2017 su un percorso di 203,6 km, con partenza e arrivo a Isbergues, in Francia. La vittoria fu appannaggio del francese Benoît Cosnefroy, il quale completò il percorso in 4h48'47", alla media di 42,302 km/h, precedendo i connazionali Pierre Gouault e Alan Riou.
Sul traguardo di Isbergues 115 ciclisti, su 134 partenti, portarono a termine la competizione.

## Squadre e corridori partecipanti
| N.    | Cod. | Squadra                          |
| ----- | ---- | -------------------------------- |
| 1-8   | FDJ  | FDJ                              |
| 11-18 | ALM  | AG2R La Mondiale                 |
| 21-28 | DDD  | Team Dimension Data              |
| 31-38 | COF  | Cofidis, Solutions Crédits       |
| 41-48 | WGG  | Wanty-Groupe Gobert              |
| 51-58 | DEN  | Direct Énergie                   |
| 61-68 | SVB  | Sport Vlaanderen-Baloise         |
| 71-78 | TFO  | Fortuneo-Oscaro                  |
| 81-88 | WVA  | WB Veranclassic Aquality Protect |

| N.      | Cod. | Squadra                        |
| ------- | ---- | ------------------------------ |
| 91-98   | DMP  | Delko Marseille Provence KTM   |
| 101-109 | RNL  | Roompot-Nederlandse Loterij    |
| 111-118 | ADT  | Armée de Terre                 |
| 121-128 | EUS  | Euskadi Basque Country-Murias  |
| 131-138 | RLM  | Roubaix-Lille Métropole        |
| 141-148 | TCO  | Team Coop                      |
| 151-158 | AUB  | HP BTP-Auber 93                |
| 161-167 | TIS  | Tarteletto-Isorex              |
| 171-176 | PSV  | Pauwels Sauzen-Vastgoedservice |

## Ordine d'arrivo (Top 10)
| Pos. | Corridore        | Squadra   | Tempo    |
| ---- | ---------------- | --------- | -------- |
| 1    | Benoît Cosnefroy | AG2R      | 4h48'47" |
| 2    | Pierre Gouault   | Auber 93  | s.t.     |
| 3    | Alan Riou        | Fortuneo  | a 7"     |
| 4    | Nicolas Baldo    | Auber 93  | s.t.     |
| 5    | Rudy Barbier     | AG2R      | s.t.     |
| 6    | Mark Cavendish   | Dimension | s.t.     |
| 7    | Nacer Bouhanni   | Cofidis   | s.t.     |
| 8    | Laurent Pichon   | Fortuneo  | s.t.     |
| 9    | Marc Sarreau     | FDJ       | s.t.     |
| 10   | David Menut      | Auber 93  | s.t.     |